# Oceania Football Confederation
Konfederacja Piłkarska Oceanii (ang. Oceania Football Confederation), OFC – jedna z sześciu kontynentalnych konfederacji piłkarskich wchodzących w skład FIFA. Siedzibą OFC jest Auckland w Nowej Zelandii. Do 2006 najlepszą drużyną z federacji OFC była Australia, która zakwalifikowała się do Mistrzostw Świata, jednak z dniem 1 stycznia 2006 stała się członkiem Azjatyckiej Federacji Piłkarskiej, opuszczając strefę Oceanii. Dziesięciokrotnie rozgrywano Puchar Narodów Oceanii, w którym Nowozelandczycy zwyciężyli 5 razy, czterokrotnie wygrywała Australia, natomiast reprezentacja Tahiti zdobyła jedno mistrzostwo.
Po opuszczeniu strefy OFC przez Australię rywalizacja w imprezach tej strefy stała się z jednej strony bardziej atrakcyjna (większa rywalizacja), z drugiej jednak strony obniżył się poziom rozgrywek.
Oceania jest najsłabszą strefą w FIFA, jej przedstawiciele tylko cztery razy wystąpili w Mistrzostwach Świata – dwukrotnie Australia (1974, 2006, członek Azjatyckiej Federacji Piłkarskiej od 2006 roku) i dwukrotnie Nowa Zelandia (1982, 2010). Z powodu najsłabszego poziomu piłkarskiego OFC jest jedyną strefą która nie ma zapewnionego udziału w turnieju finałowym Mistrzostw Świata. O awans do Mistrzostw drużyny z tej strefy biorą udział w barażach interkontynentalnych. Jednak od turnieju w 2026 roku jedna drużyna z Oceanii będzie miała zapewniony start w Mistrzostwach Świata, a druga wystąpi w turnieju barażowym na terenie państwa-gospodarza.

## Członkowie OFC
Konfederacja Piłkarska Oceanii zrzesza obecnie (stan z 10 stycznia 2013) 16 federacji narodowych, z czego 5 nie należy do FIFA. Do organizacji tej nie należą: Wallis i Futuna.
- Fidżi
- Kiribati[1]
- Mikronezja[1]
- Niue[1]
- Nowa Kaledonia
- Nowa Zelandia
- Palau[1]
- Papua-Nowa Gwinea
- Samoa
- Samoa Amerykańskie
- Tahiti
- Tonga
- Tuvalu[1]
- Vanuatu
- Wyspy Cooka
- Wyspy Salomona

Do 31 grudnia 2005 członkiem była także Australia.

## Organizowane rozgrywki
- Puchar Narodów Oceanii
- Liga Mistrzów OFC

## UczestnicyMŚze strefy Oceanii
Do tej pory w Mistrzostwach Świata wystąpiły tylko dwie drużyny reprezentujące strefę Oceanii - Australia (dwukrotnie) oraz Nowa Zelandia (dwukrotnie).
| MŚ        | zespół        | uwagi |
| --------- | ------------- | --- |
| 1930-1962 | —             | Zespoły z Oceanii nie brały udziału w eliminacjach do MŚ                                                                 |
| 1966      | —             | — |
| 1970      | —             | — |
| 1974      | Australia     | Awans ze strefy Azji i Oceanii                                                                                           |
| 1978      | —             | — |
| 1982      | Nowa Zelandia | Awans ze strefy Azji i Oceanii                                                                                           |
| 1986      | —             | Australia przegrała ze Szkocją w barażu interkontynentalnym                                                              |
| 1990      | —             | Reprezentacja Izraela (grająca w tej strefie ze względów politycznych) przegrała z Kolumbią w barażu interkontynentalnym |
| 1994      | —             | Australia, po zwycięstwie nad Kanadą w pierwszej rundzie baraży, w drugiej przegrała z Argentyną                         |
| 1998      | —             | Australia przegrała z Iranem w barażu interkontynentalnym                                                                |
| 2002      | —             | Australia przegrała z Urugwajem w barażu interkontynentalnym                                                             |
| 2006      | Australia     | Australia awansowała do finałów MŚ dzięki wygraniu barażu interkontynentalnego z Urugwajem                               |
| 2010      | Nowa Zelandia | Nowa Zelandia awansowała dzięki wygraniu barażu interkontynentalnego z Bahrajnem                                         |
| 2014      | —             | Nowa Zelandia przegrała z Meksykiem w barażu interkontynentalnym                                                         |
| 2018      | —             | Nowa Zelandia przegrała z Peru w barażu interkontynentalnym                                                              |
| 2022      | —             | Nowa Zelandia przegrała z Kostaryką w barażu interkontynentalnym                                                         |

W latach 1966–1982 drużyny z Oceanii walczyły w jednej strefie eliminacyjnej z drużynami z Azji.
Od roku 1986 zespoły z Oceanii walczą w barażu interkontynentalnym.